# Andrea dei Mozzi

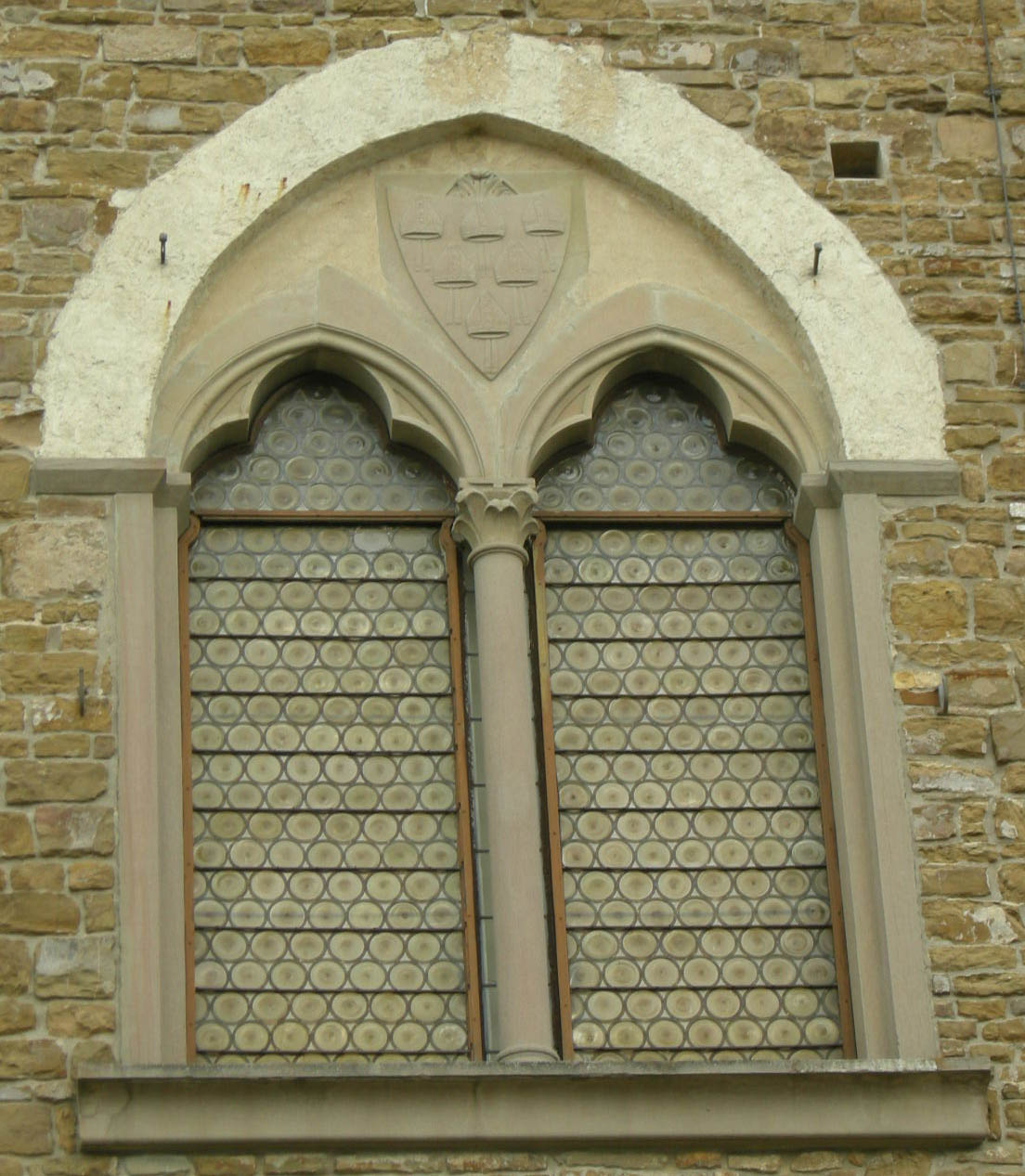
Stemma di Andrea dei Mozzi in una finestra del Palazzo dei Vescovi a San Miniato al Monte

Andrea dei Mozzi (Firenze, ... – 1296) è stato un vescovo cattolico italiano, vescovo di Firenze dal 1287 al 1294, dopo Iacopo da Castelbuono.

## Biografia
Di origine fiorentina, dalla famiglia dei Mozzi, iniziò la sua carriera nel clero come cappellano prima di papa Alessandro IV poi di Gregorio X. A Roma egli mediò i rapporti tra la curia e gli istituti di credito fiorentini che compivano numerose transazioni finanziarie nella città pontificia.
Nel 1280, quale canonico di Santa Reparata (dal 1272) e subdelegato pontificio in Toscana, fu al seguito del Cardinal Latino e celebrò la pomposa ed effimera pacificazione tra guelfi e ghibellini, su incarico di papa Niccolò III.
La sua famiglia dei Mozzi era stata molto ospitale verso papa Gregorio X e in suo onore aveva fondato la chiesa di San Gregorio in Pace (oggi inglobata nel Museo Bardini). Canonico, fu eletto vescovo dopo otto mesi di sede episcopale vacante e una delle sue prime iniziative fu quella di ricostituire le finanze della Mensa Vescovile, cioè dell'insieme dei beni della diocesi, e ne difese i diritti con determinazione. Durante il suo episcopato furono poste le fondamenta sia della nuova Basilica di Santa Croce forse su progetto di Arnolfo di Cambio per i frati francescani, sia dell'Ospedale di Santa Maria Nuova, grazie all'iniziativa di Folco Portinari nel 1288, su incoraggiamento dello stesso vescovo. Procurò privilegi al Capitolo fiorentino, del quale aveva fatto parte come Canonico.
Fu però un uomo di parte che sostenne numerose lotte ricavandone dai partiti opposti amarezze e maldicenze. Alcuni suoi atteggiamenti nepotistici gli valsero un paio di interdetti papali per lo scandalo suscitato. Scrisse anche alcuni trattati di teologia che destarono un certo imbarazzo per la concentrazione di errori e inesattezze.
Nel 1295 fu trasferito alla sede vescovile di Vicenza, da Bonifacio VIII, secondo Dante, o da Celestino V, secondo altre fonti, dove morì nello stesso anno o all'inizio dell'anno successivo. Di questo trasferimento gli antichi commentatori tramandano un certo chiasso pubblico, in seguito molto probabilmente ad uno scandalo. Secondo il commentatore Benvenuto, era un uomo vizioso e sciocco "disonestissimo e di poco senno" e anche Dante ebbe modo di conoscerlo in giovinezza e fu forse colpito dall'eco delle voci su questa figura, tanto da porlo - secondo un'interpretazione tanto radicata quanto controversa - nel cerchio infernale dei sodomiti, senza peraltro menzionarlo direttamente (Canto XV, versi 110-115).
In questi versi parla Brunetto Latini, che mostra a Dante altri personaggi collocati nel cerchio infernale: "Se tu avessi voglia di vedere qui un personaggio di gran sozzura, puoi [guardare] colui che fu trasferito da Bonifacio VIII (che si firmava di solito "servus servorum Dei") dalla città dell'Arno (Firenze) a quella del Bacchiglione (Vicenza)." La vicenda doveva essere così ben nota all'epoca da non necessitare di specificare il nome della persona in questione.
Dopo di lui fu eletto vescovo Francesco Monaldeschi.